# صندوق السيارة
صندوق السيارة أو ظهر السيارة هو حجرة تخزين رئيسية في السيارة وتسمى محليا في السعودية وبالفرنسية التسميتين ( couffre arrière- la malle)بشنطة السيارة. الهدف الرئيسي من الصندوق هو وضع البضائع والاشياء ونقله من مكان إلى آخر وغالبا يقع الصندوق في المنطقة الخلفية من السيارة الا ان بعض أنواع السيارة يتوجد فيها الصندوق في الامام وليس الخلف.

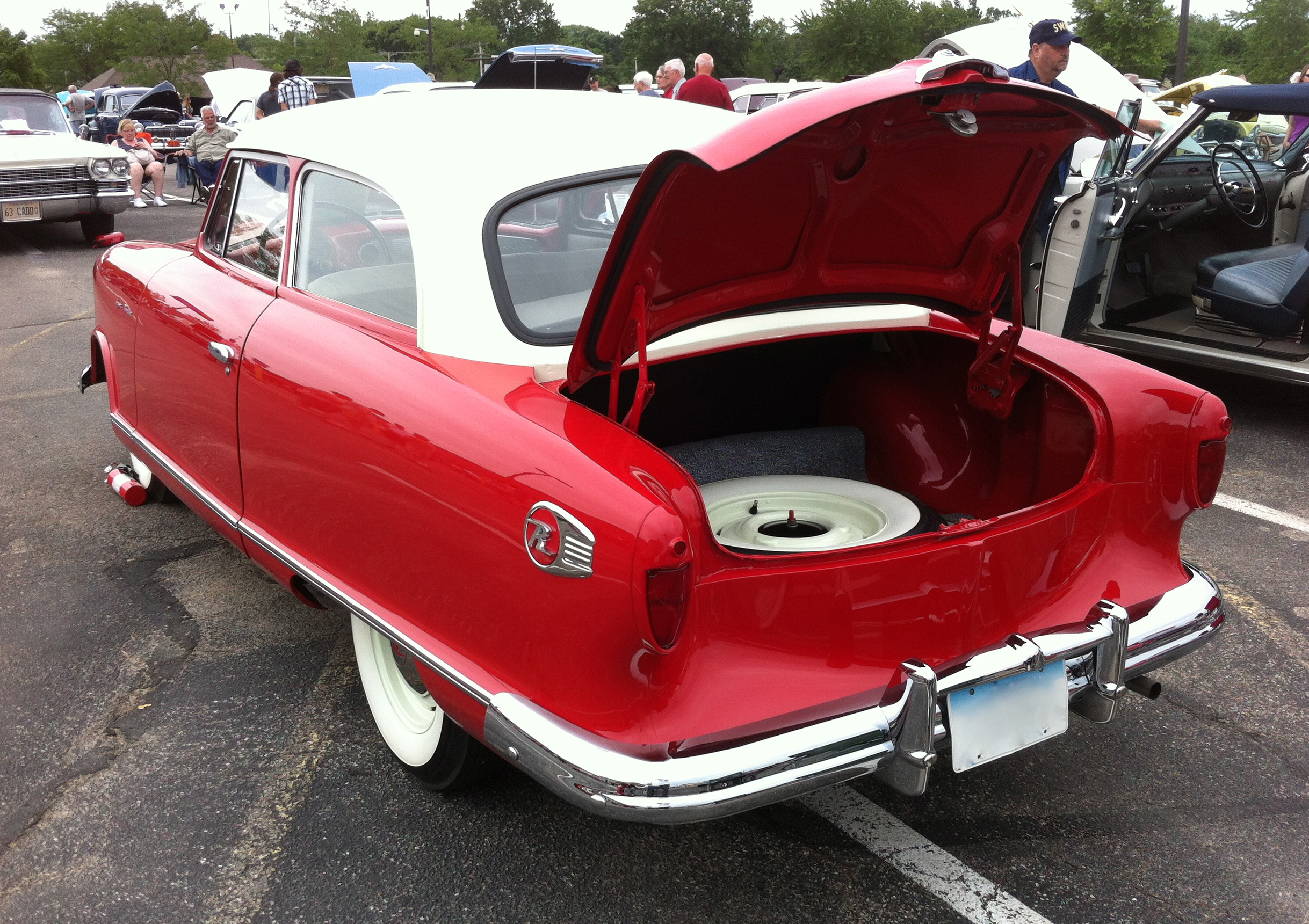
صندوق سيارة في عام 1955